# Vild med dans (sæson 4)
Den fjerde sæson af Vild med dans blev sendt fra den 7. september 2007 og til den 16. november 2007, hvor finalen fandt sted. 
Claus Elming fortsatte som den mandlige vært og fik selskab af den tidligere værtinde Andrea Elisabeth Rudolph, der erstattede Christine Lorentzen efter en sæsons pause. Dommerpanelet bestod af de samme fra sidste sæson: Allan Tornsberg, Anne Laxholm, Jens Werner og Britt Bendixen.

## Par
| Kendt               | Profession      | Danser                                             | Status     |
| ------------------- | --------------- | -------------------------------------------------- | ---------- |
| Benedikte Hansen    | Skuespiller     | Bo Loft Jensen                                     | Ude        |
| Nicolai Moltke-Leth | Jægersoldat     | Soffie Dalsgaard                                   | Ude        |
| Paula Larrain       | Journalist      | René Christensen                                   | Ude        |
| Joachim Boldsen     | Håndboldspiller | Vickie Jo Ringgaard                                | Udgik      |
| Anne Louise Hassing | Skuespiller     | Michael Olesen                                     | Ude        |
| Said Chayesteh      | Skuespiller     | Mette Georgio                                      | Ude        |
| Lisbeth Østergaard  | Tv-vært         | Thomas Evers Poulsen                               | Ude        |
| Lai Yde             | Skuespiller     | Mie Moltke                                         | Ude        |
| Rikke Hørlykke      | Håndboldspiller | Mads Vad                                           | Ude        |
| Vicki Berlin        | Skuespiller     | Jesper Dalsgaard (Uger 2-5) Steen Lund (Uger 6-11) | Andenplads |
| Robert Hansen       | Skuespiller     | Marianne Eihilt                                    | Vindere    |

## Resultater
| Par                   | Plads | 1/2 | 3  | 4  | 5  | 6  | 5+6 | 7  | 8        | 9        | 10       | 11           |
| --------------------- | ----- | --- | -- | -- | -- | -- | --- | -- | -------- | -------- | -------- | ------------ |
| Robert & Marianne     | 1     | 24  | 23 | 26 | 35 | 33 | 68  | 33 | 34+33=67 | 38+39=77 | 40+40=80 | 40+39+40=119 |
| Vicki & Jesper/Steen  | 2     | 28  | 23 | 32 | 29 | 32 | 61  | 36 | 40+36=76 | 37+38=75 | 40+39=79 | 40+39+40=119 |
| Rikke & Mads          | 3     | 23  | 23 | 24 | 32 | 29 | 61  | 35 | 38+36=74 | 31+33=64 | 36+40=76 |              |
| Lai & Mie             | 4     | 27  | 27 | 31 | 29 | 29 | 58  | 32 | 36+35=71 | 37+37=74 |          |              |
| Lisbeth & Thomas      | 5     | 24  | 26 | 30 | 25 | 28 | 53  | 34 | 32+34=66 |          |          |              |
| Said & Mette          | 6     | 22  | 16 | 24 | 28 | 28 | 56  | 28 |          |          |          |              |
| Anne Louise & Michael | 7     | 24  | 18 | 26 | 25 | 28 | 53  |    |          |          |          |              |
| Joachim & Vickie Jo   | 8     | 23  | 24 | 23 | —  |    |     |    |          |          |          |              |
| Paula & René          | 9     | 24  | 18 | 27 |    |    |     |    |          |          |          |              |
| Nicolai & Soffie      | 10    | 25  | 18 |    |    |    |     |    |          |          |          |              |
| Benedikte & Bo        | 11    | 21  |    |    |    |    |     |    |          |          |          |              |

Nøgle
     indikerer parret, der fik førstepladsen
     indikerer parret, der fik andenpladsen
     indikerer parret, der fik tredjepladsen
     indikerer parret, der var i omdans, men gik videre
     indikerer parret, der udgik
     indikerer det første par, der blev stemt ud
     indikerer parret, der er fredet i denne episode.
Grønne tal indikerer de højeste point for hver uge
Røde tal indikerer de laveste point for hver uge

### Gennemsnit
| Plads ift. gennemsnit | Plads | Par                   | Total | Antal danse | Gennemsnit |
| --------------------- | ----- | --------------------- | ----- | ----------- | ---------- |
| 1                     | 2     | Vicki & Jesper/Steen  | 529   | 15          | 35.3       |
| 2                     | 1     | Robert & Marianne     | 517   | 15          | 34.5       |
| 3                     | 4     | Lai & Mie             | 320   | 10          | 32.0       |
| 4                     | 3     | Rikke & Mads          | 380   | 12          | 31.7       |
| 5                     | 5     | Lisbeth & Thomas      | 233   | 8           | 29.1       |
| 6                     | 6     | Said & Mette          | 146   | 6           | 24.3       |
| 7                     | 7     | Anne Louise & Michael | 121   | 5           | 24.2       |
| 8                     | 8     | Joachim & Vickie Jo   | 70    | 3           | 23.3       |
| 9                     | 9     | Paula & René          | 69    | 3           | 23.0       |
| 10                    | 10    | Nicolai & Soffie      | 43    | 2           | 21.5       |
| 11                    | 11    | Benedikte & Bo        | 21    | 1           | 21.0       |

## Danse og sange

### Uge 1: Premiere
| Nummer | Par                    | Dans        | Musik                                  | Tornsberg | Laxholm | Werner | Bendixen | Point | Resultat |
| ------ | ---------------------- | ----------- | -------------------------------------- | --------- | ------- | ------ | -------- | ----- | -------- |
| 1      | Nicolai & Soffie       | Cha-cha-cha | Let's Groove — Earth, Wind & Fire      |           |         |        |          | 25    | Videre   |
| 2      | Robert & Marianne      | Vals        | Your Song — Elton John                 | 6         | 6       | 6      | 6        | 24    | Videre   |
| 3      | Said & Mette           | Cha-cha-cha | Amor — Ricky Martin                    |           |         |        |          | 22    | Videre   |
| 4      | Lai & Mie              | Vals        | You Light Up My Life — Whitney Houston |           |         |        |          | 27    | Videre   |
| 5      | Joachim & Vickie Jo    | Cha-cha-cha | Promiscuous Girl — Nelly Furtado       |           |         |        |          | 23    | Videre   |
| N/A    | De resterende seks par | Mambo       | Annie, I'm Not Your Daddy — Kid Creole | N/A       | N/A     | N/A    | N/A      | N/A   | N/A      |

### Uge 2
| Nummer | Par                   | Dans      | Musik                                         | Tornsberg | Laxholm | Werner | Bendixen | Point | Resultat |
| ------ | --------------------- | --------- | --------------------------------------------- | --------- | ------- | ------ | -------- | ----- | -------- |
| 1      | Lisbeth & Thomas      | Quickstep | Part-Time Lover — Stevie Wonder               | 6         | 6       | 6      | 6        | 24    | Videre   |
| 2      | Rikke & Mads          | Rumba     | I Don't Want to Miss a Thing — Aerosmith      |           |         |        |          | 23    | Videre   |
| 3      | Benedikte & Bo        | Quickstep | Sexy Sexy — Brian Setzer                      |           |         |        |          | 21    | Ude      |
| 4      | Vicki & Jesper        | Rumba     | The Most Beautiful Girl in the World — Prince | 7         | 7       | 7      | 7        | 28    | Videre   |
| 5      | Anne Louise & Michael | Quickstep | Fascination — Alphabeat                       | 6         | 6       | 6      | 6        | 24    | Omdans   |
| 6      | Paula & René          | Rumba     | One — U2/Mary J. Bilge                        |           |         |        |          | 24    | Videre   |
| N/A    | De resterende fem par | Jitterbug | Just a Gigolo — David Lee Roth                | N/A       | N/A     | N/A    | N/A      | N/A   | N/A      |

### Uge 3
| Nummer | Par                   | Dans  | Musik                               | Tornsberg | Laxholm | Werner | Bendixen | Point | Resultat |
| ------ | --------------------- | ----- | ----------------------------------- | --------- | ------- | ------ | -------- | ----- | -------- |
| 1      | Anne Louise & Michael | Jive  | Mambo no. 5 — Lou Bega              | 5         | 5       | 4      | 4        | 18    | Videre   |
| 2      | Said & Mette          | Tango | Whatever Lola Wants — Ross Mitchell | 4         | 4       | 4      | 4        | 16    | Videre   |
| 3      | Paula & René          | Jive  | Maniac — Michael Sembello           | 6         | 4       | 4      | 4        | 18    | Omdans   |
| 4      | Robert & Marianne     | Tango | Isle of Capri — Grosz               | 6         | 6       | 6      | 5        | 23    | Videre   |
| 5      | Rikke & Mads          | Jive  | Reet Petite — Jackie Wilson         | 5         | 4       | 7      | 7        | 23    | Videre   |
| 6      | Nicolai & Soffie      | Tango | Happy Together — The Turtles        | 4         | 4       | 5      | 5        | 18    | Ude      |
| 7      | Vicki & Jesper        | Jive  | S.O.S. — Rihanna                    | 5         | 6       | 6      | 6        | 23    | Videre   |
| 8      | Joachim & Vickie Jo   | Tango | Olé Guapa — André Rieu              | 6         | 6       | 6      | 6        | 24    | Videre   |
| 9      | Lisbeth & Thomas      | Jive  | Edge of Heaven — Wham               | 7         | 7       | 6      | 6        | 26    | Videre   |
| 10     | Lai & Mie             | Tango | Jealousy — Billy Fury               | 8         | 6       | 6      | 7        | 27    | Videre   |

### Uge 4
| Nummer | Par                   | Dans      | Musik                                    | Tornsberg | Laxholm | Werner | Bendixen | Point | Resultat |
| ------ | --------------------- | --------- | ---------------------------------------- | --------- | ------- | ------ | -------- | ----- | -------- |
| 1      | Rikke & Mads          | Slowfox   | I Wanna Be Loved By You — Marilyn Monroe | 6         | 6       | 6      | 6        | 24    | Videre   |
| 2      | Lai & Mie             | Pasodoble | Plus Un-Pasodoble — Antoine Duhamel      | 9         |         |        |          | 31    | Videre   |
| 3      | Anne Louise & Michael | Slowfox   | Bad Day — Daniel Powter                  |           |         |        |          | 26    | Omdans   |
| 4      | Joachim & Vickie Jo   | Pasodoble | El Secondo — Orquesta Torres Avila       |           |         |        |          | 23    | Videre   |
| 5      | Paula & René          | Slowfox   | Grace Kelly — Mika                       |           |         |        | 5        | 27    | Ude      |
| 6      | Lisbeth & Thomas      | Slowfox   | Pink Panther — Henry Mancini             | 8         | 8       | 7      | 7        | 30    | Videre   |
| 7      | Robert & Marianne     | Pasodoble | Disco la Passione — Shirley Bassey       | 5         | 7       | 8      | 6        | 26    | Videre   |
| 8      | Vicki & Jesper        | Slowfox   | Father Figure — George Michael           | 8         | 8       | 8      | 8        | 32    | Videre   |
| 9      | Said & Mette          | Pasodoble | Trumpet Fiesta — Tony Evans              |           |         |        |          | 24    | Videre   |

### Uge 5
| Nummer | Par                   | Dans  | Musik                                     | Tornsberg | Laxholm | Werner | Bendixen | Point |
| ------ | --------------------- | ----- | ----------------------------------------- | --------- | ------- | ------ | -------- | ----- |
| 1      | Vicki & Jesper        | Samba | La Isla Bonita — Madonna                  |           |         |        |          | 29    |
| 2      | Said & Mette          | Samba | Conga — Gloria Estefan                    |           |         |        |          | 28    |
| 3      | Anne Louise & Michael | Samba | Iko Iko — Indigo Girls                    |           |         |        |          | 25    |
| 4      | Lisbeth & Thomas      | Samba | I Want You Back — Jackson 5               | 6         | 7       | 6      | 6        | 25    |
| 5      | Rikke & Mads          | Samba | I Don't You Worry About Thing — Incognito | 8         | 8       | 8      | 8        | 32    |
| 6      | Lai & Mie             | Samba | Ain't Nobody — Chaka Kahn                 |           |         |        |          | 29    |
| 7      | Robert & Marianne     | Samba | I Love to Love — Tina Charles             | 9         | 9       | 9      | 8        | 35    |

### Uge 6
| Nummer | Par                   | Dans        | Musik | Tornsberg | Laxholm | Werner | Bendixen | Point | Resultat |
| ------ | --------------------- | ----------- | ----- | --------- | ------- | ------ | -------- | ----- | -------- |
| 1      | Robert & Marianne     | Jive        |       |           |         |        |          | 33    | Videre   |
| 2      | Lisbeth & Thomas      | Rumba       |       | 7         | 7       | 7      | 7        | 28    | Videre   |
| 3      | Anne Louise & Michael | Pasodoble   |       |           |         |        |          | 28    | Ude      |
| 4      | Lai & Mie             | Cha-cha-cha |       |           |         |        |          | 29    | Videre   |
| 5      | Said & Mette          | Vals        |       |           |         |        |          | 28    | Omdans   |
| 6      | Rikke & Mads          | Tango       |       |           |         |        |          | 29    | Videre   |
| 7      | Vicki & Steen         | Quickstep   |       | 9         | 7       | 8      | 8        | 32    | Videre   |

### Uge 7
| Nummer | Par               | Dans        | Musik                       | Tornsberg | Laxholm | Werner | Bendixen | Point | Resultat |
| ------ | ----------------- | ----------- | --------------------------- | --------- | ------- | ------ | -------- | ----- | -------- |
| 1      | Said & Mette      | Jive        | Sweet Escape — Gwen Stefani | 7         | 7       | 7      | 7        | 28    | Ude      |
| 2      | Lai & Mie         | Slowfox     | Frozen — Madonna            | 8         | 8       | 8      | 8        | 32    | Omdans   |
| 3      | Vicki & Steen     | Pasodoble   | El Secondo — Hugo Strasser  | 9         | 9       | 9      | 9        | 36    | Videre   |
| 4      | Rikke & Mads      | Cha-cha-cha | Car Wash — Rose Royce       |           |         |        |          | 35    | Videre   |
| 5      | Lisbeth & Thomas  | Tango       | Décollage — Supervielle     | 9         | 8       | 9      | 8        | 34    | Videre   |
| 6      | Robert & Marianne | Quickstep   | Cabaret — Liza Minnelli     |           |         |        |          | 33    | Videre   |

### Uge 9: Kvartfinale
| Nummer | Par               | Dans      | Musik | Tornsberg | Laxholm | Werner | Bendixen | Point | Resultat |
| ------ | ----------------- | --------- | ----- | --------- | ------- | ------ | -------- | ----- | -------- |
| 1      | Rikke & Mads      | Vals      |       |           |         |        |          | 31    | Videre   |
| 1      | Rikke & Mads      |           |       |           |         | 33     |          |       | Videre   |
| 2      | Lai & Mie         | Quickstep |       | 10        | 9       | 9      | 9        | 37    | Ude      |
| 2      | Lai & Mie         |           |       |           |         | 37     |          |       | Ude      |
| 3      | Vicki & Steen     | Tango     |       | 9         | 8       | 10     | 10       | 37    | Videre   |
| 3      | Vicki & Steen     |           |       |           |         | 38     |          |       | Videre   |
| 4      | Robert & Marianne | Slowfox   |       |           |         |        |          | 38    | Videre   |
| 4      | Robert & Marianne |           |       |           |         | 39     |          |       | Videre   |

- I den niende uge dansede parrene hver især deres manglende latin- og standarddans.

### Uge 10: Semifinale
| Nummer | Par               | Dans | Musik | Tornsberg | Laxholm | Werner | Bendixen | Point | Resultat |
| ------ | ----------------- | ---- | ----- | --------- | ------- | ------ | -------- | ----- | -------- |
|        | Robert & Marianne |      |       | 10        | 10      | 10     | 10       | 40    | Videre   |
|        | Robert & Marianne |      | 10    | 10        | 10      | 10     | 40       |       | Videre   |
|        | Vicki & Steen     |      |       | 10        | 10      | 10     | 10       | 40    | Videre   |
|        | Rikke & Mads      |      |       | 10        | 10      | 10     | 10       | 40    | Ude      |

### Uge 11: Finale
| Nummer | Par                | Dans       | Musik                                                                    | Tornsberg | Laxholm | Werner | Bendixen | Point | Resultat   |
| ------ | ------------------ | ---------- | ------------------------------------------------------------------------ | --------- | ------- | ------ | -------- | ----- | ---------- |
| 1      | Robert & Marianne  | Quickstep  | Cabaret — Liza Minnelli                                                  | 10        | 10      | 10     | 10       | 40    | Vindere    |
| 1      | Robert & Marianne  | Jive       | Candy Man — Christina Aguilera                                           | 9         | 10      | 10     | 10       | 39    | Vindere    |
| 1      | Robert & Marianne  | Freestyle  | Heksedansen — Rachel Rastenni My Secret Lover — Private                  | 10        | 10      | 10     | 10       | 40    | Vindere    |
| 2      | Vicki & Steen      | Tango      | La Cumparsita — Paco de Lucia                                            | 10        | 10      | 10     | 10       | 40    | Andenplads |
| 2      | Vicki & Steen      | Pasodoble  | El Secondo — Hugo Strasser                                               | 10        | 10      | 9      | 10       | 39    | Andenplads |
| 2      | Vicki & Steen      | Freestyle  | Smooth Criminal — Michael Jackson Man in the Mirror — Michael Jackson    | 10        | 10      | 10     | 10       | 40    | Andenplads |
| N/A    | De alle elleve par | Fællesdans | Big Spender — Shirley Bassey Shake Your Tailfeather — The Blues Brothers | N/A       | N/A     | N/A    | N/A      | N/A   | N/A        |